# Neoscona amamiensis
Neoscona amamiensis är en spindelart som beskrevs av Akio Tanikawa 1998. Neoscona amamiensis ingår i släktet Neoscona och familjen hjulspindlar. Inga underarter finns listade i Catalogue of Life.